# Derek Jacobi
Pour les articles homonymes, voir Jacobi.
Derek Jacobi est un acteur britannique né le 22 octobre 1938 à Londres. Il est particulièrement connu pour son œuvre au théâtre, notamment sur les planches du Royal National Theatre.
Au cours de sa carrière, il a notamment remporté un BAFTA Award, deux Olivier Awards, deux Emmy Awards, deux Screen Actors Guild Awards, et un Tony Award.

## Biographie

### Jeunesse et débuts
Derek George Jacobi naît le 22 octobre 1938 à Londres, dans le quartier de Leytonstone (Essex), d'Alfred George Jacobi (1910–1993), marchand de confiseries et de tabac à Chingford, et Daisy Gertrude Masters (1910–1980), secrétaire dans un magasin de draperies. Après des études à l’université de Cambridge, il commence une carrière au théâtre où il rencontre Laurence Olivier avec qui il jouera dans Othello de Stuart Burge en 1965.

### Carrière
Jacobi devient célèbre grâce au feuilleton de la BBC Moi Claude empereur en 1976. Il continue de jouer des pièces de Shakespeare, notamment le film Henry V et d’Hamlet.
Il interprète Alan Turing dans la pièce Déchiffrer le code de Hugh Whitemore dont une version télévisée est réalisée en 1996, mais c'est son interprétation de moine enquêteur dans la série Cadfael d’ITV qui lui assure une notoriété mondiale.
Il est également le narrateur d'un livre audio sur l'Iliade.

### Vie privée
En mars 2006, tout juste 4 mois après le vote de la loi sur le « Civil partnership » (équivalent du Pacs) en Grande-Bretagne, Derek Jacobi s'unit au metteur en scène de théâtre Richard Clifford, son compagnon depuis 30 ans.
Il est fait commandeur de l'ordre de l'Empire britannique (CBE) en 1985 puis anobli et fait chevalier en 1994 pour sa contribution à l'art dramatique.

## Filmographie partielle

### Cinéma
- 1968 : Interlude de Kevin Billington : Paul
- 1973 : Chacal (The Day of the Jackal) de Fred Zinnemann : Caron
- 1974 : Le Dossier Odessa (The Odessa File) de Ronald Neame : Klaus Wenzer
- 1978 : La Grande Menace (The Medusa Touch) de Jack Gold : Townley
- 1979 : The Human Factor d'Otto Preminger : Arthur Davis
- 1982 : Brisby et le Secret de NIMH (The Secret of NIMH) de Don Bluth (voix)
- 1982 : Enigma de Jeannot Szwarc : Limmer
- 1987 : La Petite Dorrit (Little Dorrit) de Christine Edzard : Arthur Clennam
- 1989 : Henry V de Kenneth Branagh
- 1991 : Dead Again de Kenneth Branagh : l'antiquaire
- 1996 : Hamlet de Kenneth Branagh : Claudius
- 1996 : Looking for Richard d'Al Pacino : lui-même
- 1998 : Love Is the Devil de John Maybury : Francis Bacon
- 1999 : Damien de Molokai (Molokai: The Story of Father Damien) de Paul Cox : le père Léone Fouesnel
- 2000 : Gladiator de Ridley Scott : Gracchus
- 2000 : Il suffit d'une nuit (Up at the Villa) de Philip Haas : Lucky Leadbetter
- 2001 : Gosford Park de Robert Altman : Probert
- 2001 : Le Tombeau (The Body) de Jonas McCord : père Lavelle
- 2001 : Revelation de Stuart Urban : le bibliothécaire
- 2004 : Le Fil de la vie (Strings) d'Anders Rønnow Klarlund (voix)
- 2006 : Underworld 2 : Évolution (Underworld: Evolution) de Len Wiseman : Alexander Corvinus
- 2005 : Nanny McPhee de Kirk Jones : Mr Wheen
- 2007 : À la croisée des mondes : La Boussole d'or (His Dark Materials: The Golden Compass) de Chris Weitz : l'émissaire du Magisterium
- 2008 : Adam Resurrected de Paul Schrader : le docteur Nathan Gross
- 2009 : Endgame de Pete Travis : Rudolf Agnew
- 2010 : Au-delà (Hereafter) de Clint Eastwood : lui-même
- 2011 : Le Discours d'un roi de Tom Hooper : l'archevêque de Canterbury Cosmo Lang
- 2011 : Le Sang des Templiers (Ironclad) de Jonathan English : Cornhill
- 2011 : My Week with Marilyn de Simon Curtis : Owen Morshead
- 2011 : Au prix du sang de Roland Joffé : Honorio
- 2011 : Anonymous de Roland Emmerich : le narrateur
- 2014 : Grace de Monaco d'Olivier Dahan : Fernando d'Aillieres
- 2014 : Effie Gray (film) de Richard Laxton : Travers Twiss
- 2015 : Cendrillon de Kenneth Branagh : le roi
- 2016 : Hippie Hippie Shake : le juge
- 2016 : L'Histoire de l'amour (The History of Love) de Radu Mihaileanu : Leo Gursky
- 2017 : Stratton de Simon West : Ross
- 2017 : Le Crime de l'Orient-Express de Kenneth Branagh : Edward Masterman
- 2018 : Tomb Raider de Roar Uthaug : M. Yaffe
- 2019 : Tolkien de Dome Karukoski : Professeur Wright
- 2019 : Muse de Candida Brady : l'avocat
- 2020 : The Martini Shot de Stephen Wallis :  Errol
- 2020 : Merveilles imaginaires de Brenda Chapman : M. Brown
- 2020 : Say Your Prayers de Harry Michell : Père Enoch
- 2022 : Allelujah de Richard Eyre : Ambrose
- 2024 : Gladiator 2 de Ridley Scott : Gracchus

### Télévision
- 1976 : Moi Claude empereur (I Claudius) : Claude
- 1980 : Hamlet, prince de Danemark (Hamlet, Prince of Denmark) de Rodney Bennett : Hamlet
- 1980-1982 : Bizarre, bizarre (Tales of the Unexpected)
- 1982 : Le Bossu de Notre Dame : l'archidiacre Claude Frollo
- 1988 : Le Dixième Homme (The Tenth Man) : l'imposteur
- 1994-1998 : Cadfael : frère Cadfael
- 1995 : Achilles : le narrateur
- 2000 : Jason et les Argonautes (Jason and the Argonauts) (TV)
- 2003 : Doctor Who - Scream of the Shalka : le Maître
- 2004 : Miss Marple épisode Meurtre au presbytère : le colonel Protheroe
- 2007 : Doctor Who, épisodes Utopia et Que tapent les tambours : le professeur Yana/le Maître
- 2011 : The Borgias de Neil Jordan : le cardinal Orsini
- 2012 : Titanic : De sang et d'acier : Lord Pirrie
- depuis 2012 : Last Tango in Halifax : Alan Buttershaw
- 2013-2016 : Vicious : Stuart Bixby
- 2019 : The Crown : Édouard VIII
- 2019 et 2023 : Good Omens : Metatron (1 épisode)
- 2022 : Sandman : Erasmus Fry (1 épisode)
- 2023 : Good Omens : Metatron (1 épisode)

## Distinctions

### Récompenses
- British Academy Television Awards 1977 : Meilleur acteur pour Moi Claude empereur

### Nominations
- British Academy Television Awards 2013 : meilleur acteur pour Last Tango in Halifax

## Voix françaises
| - Jean-Pierre Leroux dans : - Cadfael (série télévisée) - Looking for Richard - Gladiator - Le Tombeau - Au-delà - Anonymous - My Week with Marilyn - Le Crime de l'Orient-Express - Tomb Raider - Les Misérables (mini-série) - Merveilles imaginaires - Horrible Histories: The Movie – Rotten Romans (en) - The Crown (série télévisée) - Sandman (série télévisée) - Gladiator 2 - Féodor Atkine dans : - Underworld 2 : Évolution - À la croisée des mondes : La Boussole d'or | - Michel Prud'homme dans : - The Borgias (série télévisée) - L'Histoire de l'amour Et aussi - Alain Mottet dans Chacal - Paul-Émile Deiber dans Moi Claude empereur (mini-série) - Philippe Bellay dans La Grande Menace (1er doublage) - Patrick Osmond dans La Grande Menace (2e doublage) - Jean-Pierre Moulin dans Dead Again - François Marthouret dans Hamlet - Robert Party dans Gosford Park - Jean-Yves Chatelais dans Le Sang des Templiers - Didier Flamand dans Le Discours d'un roi - Philippe Laudenbach dans Grace de Monaco - Bernard Tiphaine dans Cendrillon - Michel de Warzée dans Titanic : De sang et d'acier (série télévisée) - Jacques Albaret dans Stratton - Frédéric Cerdal dans Tolkien |